# Taufbecken (Saint-Arnoult-en-Yvelines)

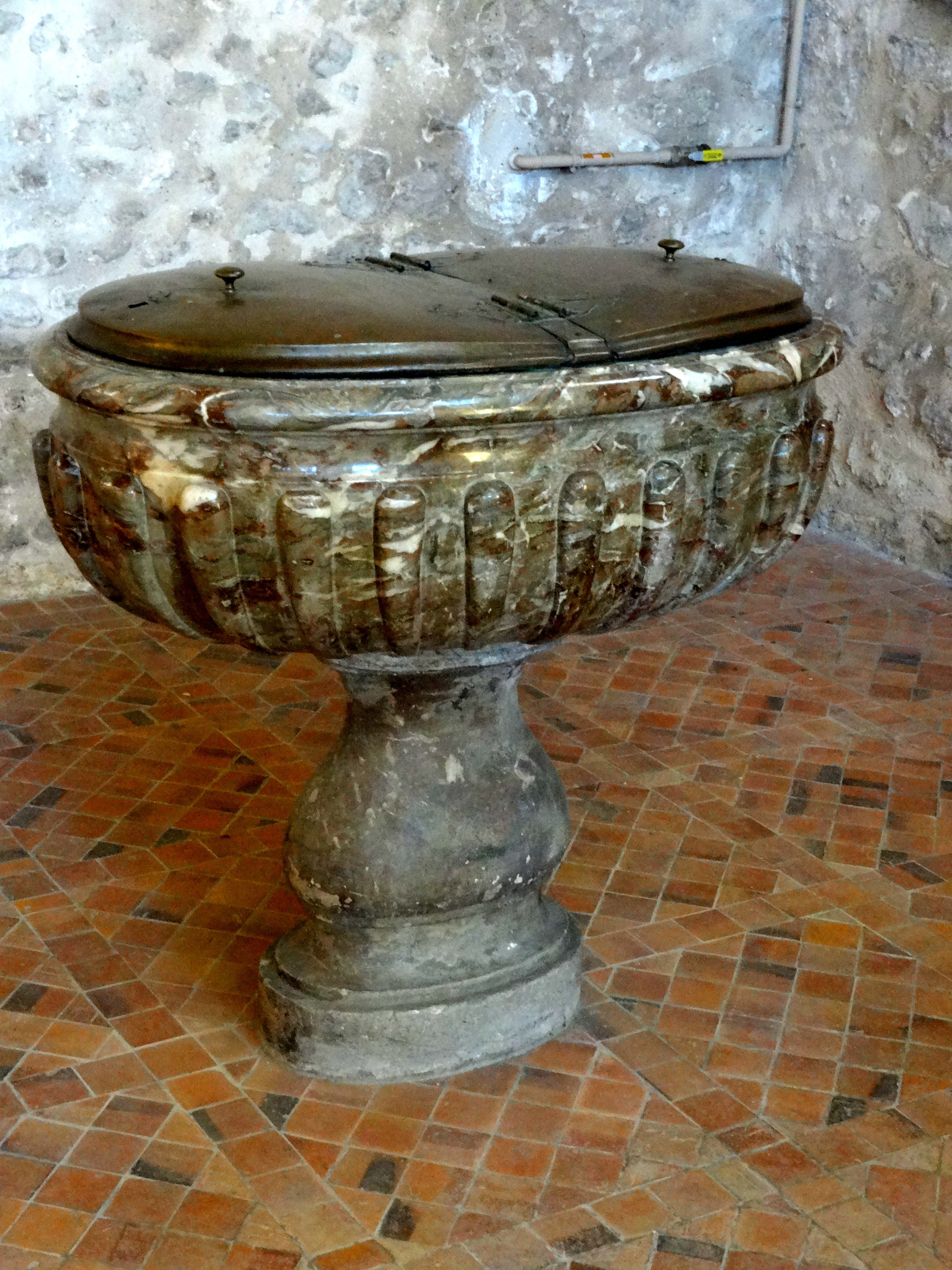
Taufbecken in Saint-Arnoult-en-Yvelines

Das Taufbecken in der katholischen Pfarrkirche St-Nicolas in Saint-Arnoult-en-Yvelines, einer französischen Gemeinde im Département Yvelines in der Region Île-de-France, wurde 1781 geschaffen. 
Im Jahr 1971 wurde das barocke Taufbecken als Monument historique in die Liste der geschützten Objekte (Base Palissy) in Frankreich aufgenommen.
Das ovale Taufbecken aus rosa Marmor ist godroniert. In das Becken ist die Jahreszahl 1781 eingemeißelt. Der Deckel aus Holz ist zweigeteilt.